# 김아송
김아송(2008년 9월 12일~)은 대한민국의 배우이자 모델이다.

## 학력
- 서울신구초등학교 (졸업 -2021년)
- 서울신동중학교 (졸업 - 2024년)
- 서울청담고등학교 (재학)

## 경력
- 2019년~현재 부산국제어린이청소년영화제 심사위원
- 2019년~현재 부산국제어린이청소년영화제 청소년 집행위원
- 2024년 부산국제어린이청소년영화제 개막식 사회자

## 출연

### 방송

#### 드라마
- 2017년 KBS 2TV 《이름 없는 여자》
- 2017년 TvN 《비밀의 숲》
- 2017년 웨이브 《회사를 관두는 최고의 순간》
- 2022년 TvN 《우리들의 블루스》 - 어린 민선아 역 (신민아 아역)
- 2022년 넷플릭스 《블랙의 신부》 - 강민지 역 (김희선 딸역)
- 2023년 KBS 2TV 《두뇌공조》 - 금이나 역 (차태현 딸역)
- 2023년 넷플릭스 《이두나!》

- 중학생 두나 역 (수지 아역)

#### 라디오
- 2020년 YTN 라디오 《이성규의 행복한 쉼표, 잠시만요》 - 게스트 (2020.05.24)

### 영화
- 2019년 《항거: 유관순 이야기》 - 어린 유관순역
- 2020년 《나는보리》 - 보리 역

### 광고
- 2015년 대우건설 푸르지오 - 반포 센트럴 푸르지오 써밋 편
- 2015년 초록우산 어린이재단 어린이의 목소리에 귀 기울입니다
- 2016년 전국지역아동센터협의회
- 2017년 삼성물산 에버랜드 - 슈팅워터 편 (With 김보민)
- 2017년 디플래너 두드림 아이클타임 - 친구 편 (With 김남주, 김주훈, 고나희)
- 2017년 공익광고협의회 청소년 폭력 예방 캠페인 - 폭력은 장난이 아닙니다 편
- 2018년 KB손해보험 김연아 희망을 안다! 희망으로 안다! (With 김연아)
- 2018년 LG유플러스 카카오프렌즈 키즈워치 - 우리 아이 U+ 키즈워치 활용법 편
- 2018년 대한민국 통일부 국립통일교육원
- 2019년 한샘 매일 새로운 내일의 집 - 대화가 많아지는 집 편
- 2019년 한샘 매일 새로운 내일의 집
- 2017년~2020년 아디다스
- 2018년 소나기 LG Uplus
- 2019년 현대오일뱅크 드림콘서트 × 현대오일뱅크
- 2020년 신용보증재단중앙회 신용보증재단중앙회에서 더 큰 가능성을 보장해드립니다